# استان کالیاری

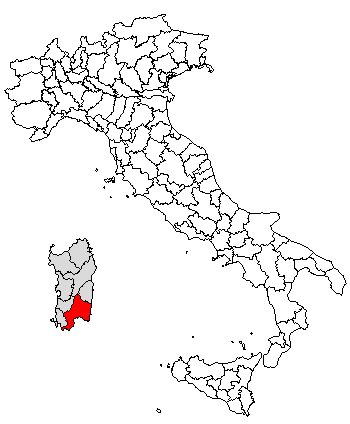
استان کالیاری در نقشه ایتالیا.

استان کالیاری (به ایتالیایی: Provincia di Cagliari، به زبان ساردنیایی: Provìntzia de Casteddu) یکی از استان‌های جزیره ساردنی ایتالیا است.
مرکز این استان شهر کالیاری است.